# SC Neusiedl am See
Maillots
Le Sportclub Neusiedl am See 1919 est un club de football autrichien à Neusiedl am See, dans le Land de Burgenland.

## Histoire
Le SC Neusiedl am See est fondé en mai 1919 par des amateurs de sport dans l'auberge Nyikos. L'accès vers la professionnalisation commence à la fin des années 1970. Le club est champion de Landesliga Burgenland en 1976, puis champion de la Regionalliga Ost en 1980 et la 4e place de la 2. Division en 1982 en raison d'une augmentation du nombre d'équipes en 1. Division de dix à seize équipes pour la saison 1982-1983. À la fin de cette première saison dans l'élite, le SC Neusiedl am See parvient difficilement à la 13e place et se maintient. Cependant, il obtient l'un des plus grands succès du club avec la victoire 2-1 sur la meilleure équipe autrichienne de l'époque, le Rapid Vienne.
Au cours de la saison suivante, le SC Neusiedl am See ne marque aucun point lors de la première moitié de la saison et quitte la 1. Division avec 4 points seulement. À partir de ce moment, le krach sportif et financier du club commence. En 1989, le SC Neusiedl am See est relégué au plus bas niveau du football autrichien (2e classe du nord du Burgenland). À partir de 1992, le club remonte dans les divisions. En 2004, il atteint la Landesliga (4e division) puis l'année suivante la Regionalliga Ost. Il retourne au niveau amateur en 2012.
En 2014, Neusiedl a la deuxième place de la Landesliga Burgenland (après avoir gagné un match décisif, une victoire de 3 buts à 2 contre l'ASK Marz, un concurrent direct, grâce à un but dans la dernière minute du temps additionnel), mais peut monter en deuxième division, car le SC-ESV Parndorf II n'est pas autorisé à monter en raison de la relégation de l'équipe première de la deuxième à la troisième division.

## Palmarès
- Champion de Regionalliga Ost : 1980